# Micrargeria
Micrargeria  es un género plantas fanerógamas perteneciente a la familia Scrophulariaceae. Ahora clasificada dentro de la familia Orobanchaceae.

## Taxonomía
El género fue descrito por George Bentham y publicado en Prodromus Systematis Naturalis Regni Vegetabilis 10: 509. 1846.    La especie tipo es:  Micrargeria wightii

## Especies seleccionadas
- Micrargeria barteri
- Micrargeria filiformis
- Micrargeria formosana
- Micrargeria pulchella
- Micrargeria scopiformis
- Micrargeria sopubioides
- Micrargeria wightii